# Carl Fredrick Becker

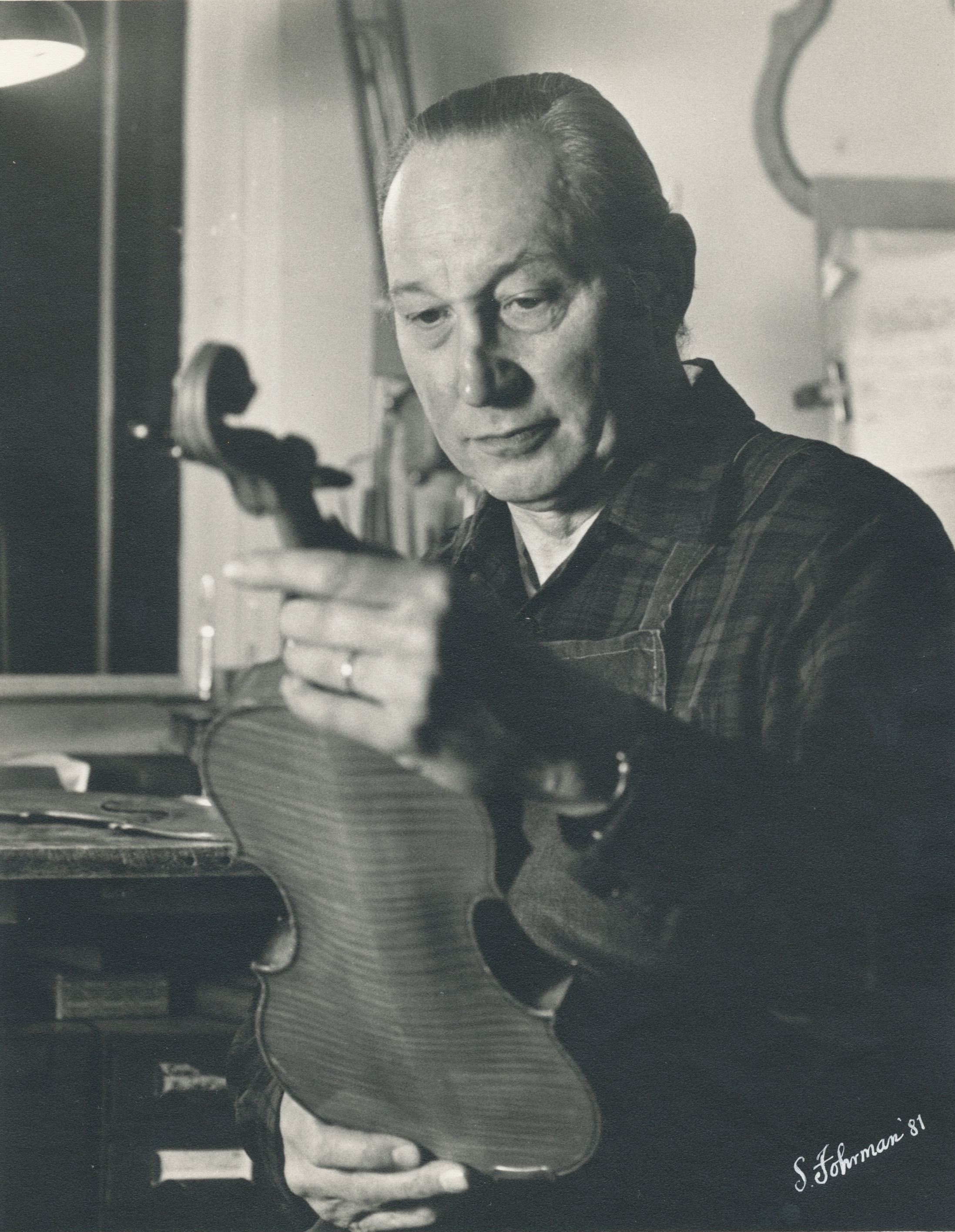
Carl Fredrick Becker

Carl Fredrick Becker (Carl F. Becker, Carl Becker Jr.; * 1919 in Chicago; † 30. Januar 2013 in Park Ridge, Illinois) war ein US-amerikanischer Geigenbauer und -restaurator.
Der Sohn des Geigenbauers Carl G. Becker begann sechzehnjährig seinem Vater zu assistieren und trat 1937 in die Firma William Lewis and Son ein, wo er unter Anleitung seines Vaters als Geigenbauer und -restaurator arbeitete. 1941 wurde er zum Militärdienst eingezogen. Er wurde Pilot der United States Air Force und wurde bis zum Rang eines Majors befördert. Nach dem Krieg kehrte er zum Geigenbau zurück, und 1947 entstand seine erste eigene Geige. Es war die erste von nur dreizehn Geigen und Bratschen, die er allein gebaut hat. Bei allen anderen Instrumenten arbeitete er mit seinem Vater oder seinen Kindern Paul und Jennifer Becker zusammen.
1968 gründeten er und sein Vater die Firma Carl Becker and Son. Beide werden zu den bedeutendsten amerikanischen Geigenbauern des 20. Jahrhunderts gezählt. Becker Jr. erwarb sich auch einen Ruf als überaus sorgfältiger Restaurator. So wurde ihm 1970–1971 die Restauration der Lady Blunt übertragen, einer fast im Originalzustand erhaltenen Stradivari aus dem Jahr 1721, die 2011 bei einer Onlineauktion für 15,9 Millionen US-Dollar versteigert wurde.
Becker war Gründungsmitglied der International Society of Violin and Bowmakers und der American Federation of Violin and Bowmakers. Zu den Geigenbauern, die bei ihm gelernt haben, zählen Raphael Carrabba, Charles Rufino, Thomas Immel, Sebastian Zens, Samuel Zygmuntowicz, Michael McMahan, Glenn Bearden, Whitney Osterud, Michael Reis, Michael Lochner, Peter Beare, Eric Benning, Vada Becker, Stephanie Jurewicz und Jonathan Woutat.